# American Power Conversion
American Power Conversion (APC) ist ein US-amerikanischer Hersteller von Stromversorgungs- und Kühllösungen. Weiterhin werden auch die für die sichere Energieversorgung benötigten Dienstleistungen angeboten. Dazu gehören auch Geräte für den Heimbereich und für mobile Anwendungen. Der wichtigste Produktbereich von APC sind Unterbrechungsfreie Stromversorgungen (USV), die vor allem für Server und zur Sicherung von Gebäuden, Tunneln, Kraftwerken etc. eingesetzt werden. Das Unternehmen ist seit 2007 eine Tochtergesellschaft des französischen Konzerns Schneider Electric.

## Geschichte
APC wurde 1981 von drei Ingenieuren des MIT-Institutes „Lincoln Labs“ gegründet. Anfänglich fokussierten sich die Gründer auf die Erforschung und Entwicklung der Nutzung von Solarenergie. Mit der Reduzierung von Forschungsgeldern orientierte sich APC zur sicheren Energieversorgung um und stellte im Jahr 1984 die erste USV vor.
APC erzielte im Jahr 2005 einen Umsatz von 2 Milliarden US-Dollar.

### Akquisition durch Schneider Electric
Am 14. Februar 2007 wurde APC von Schneider Electric übernommen. Die Übernahme war am 15. Januar von den APC-Anteilseignern angenommen worden; die Europäische Union stimmte der Übernahme unter der Auflage zu, dass Schneider Electric die MGE USV-Systeme-Aktivitäten unterhalb von 10 kVA abgibt.
Der Bereich MGE für Anlagen von unter 10 kVA wurde am 1. November 2007 an die Eaton Corporation verkauft.

## Produktlinien
- Home/Home Office
- Business Networks
- Access Provider Networks
- Data Center